# Hans Jørgen Hammer
Pour les articles homonymes, voir Hammer.
Hans Jørgen Hammer, né le 29 décembre 1815 à Copenhague dans la région du Hovedstaden et mort le 28 janvier 1882 à Rome dans la région du Latium, est un peintre danois associé à l'âge d'or danois.

## Biographie
Hans Jørgen Hammer naît en 1815 à Copenhague. Après avoir effectué un apprentissage auprès du peintre Jon Gulsen Berg (da), il est admis à l'Académie royale des beaux-arts du Danemark en 1828. En 1835, il travaille comme peintre décorateur et commence à exposer en 1838. En 1841, il devient étudiant auprès de Christoffer Wilhelm Eckersberg.
En 1848, il s'engage dans l'armée lors du déclenchement de la Première guerre de Schleswig et obtient le grade de lieutenant l'année suivante. À la fin de la guerre, il reprend sa carrière de peintre et voyage aux frais de l'académie royale en Italie en 1856 et 1857. Il s'inspire de son voyage pour peindre plusieurs toiles qui améliore sa réputation au Danemark.
À son retour, il poursuit sa carrière, signant des scènes de la vie quotidienne, des paysages et des portraits dans un style réaliste. Il est fait chevalier de l'ordre de Dannebrog en 1862. Il voyage en Amérique du Nord en 1874 et 1875 et séjourne à Skagen la même année.
En 1881, il entreprend un second voyage en Italie. Il meurt l'année suivante à Rome à l'âge de 66 ans et est enterré au cimetière non catholique de la ville.
Ces œuvres sont notamment visibles au Statens Museum for Kunst et au musée Hirschsprung.
Son jeune frère William Hammer (da) (1821-1889) fut également peintre.

## Distinctions
- Chevalier de l'ordre de Dannebrog

## Galerie

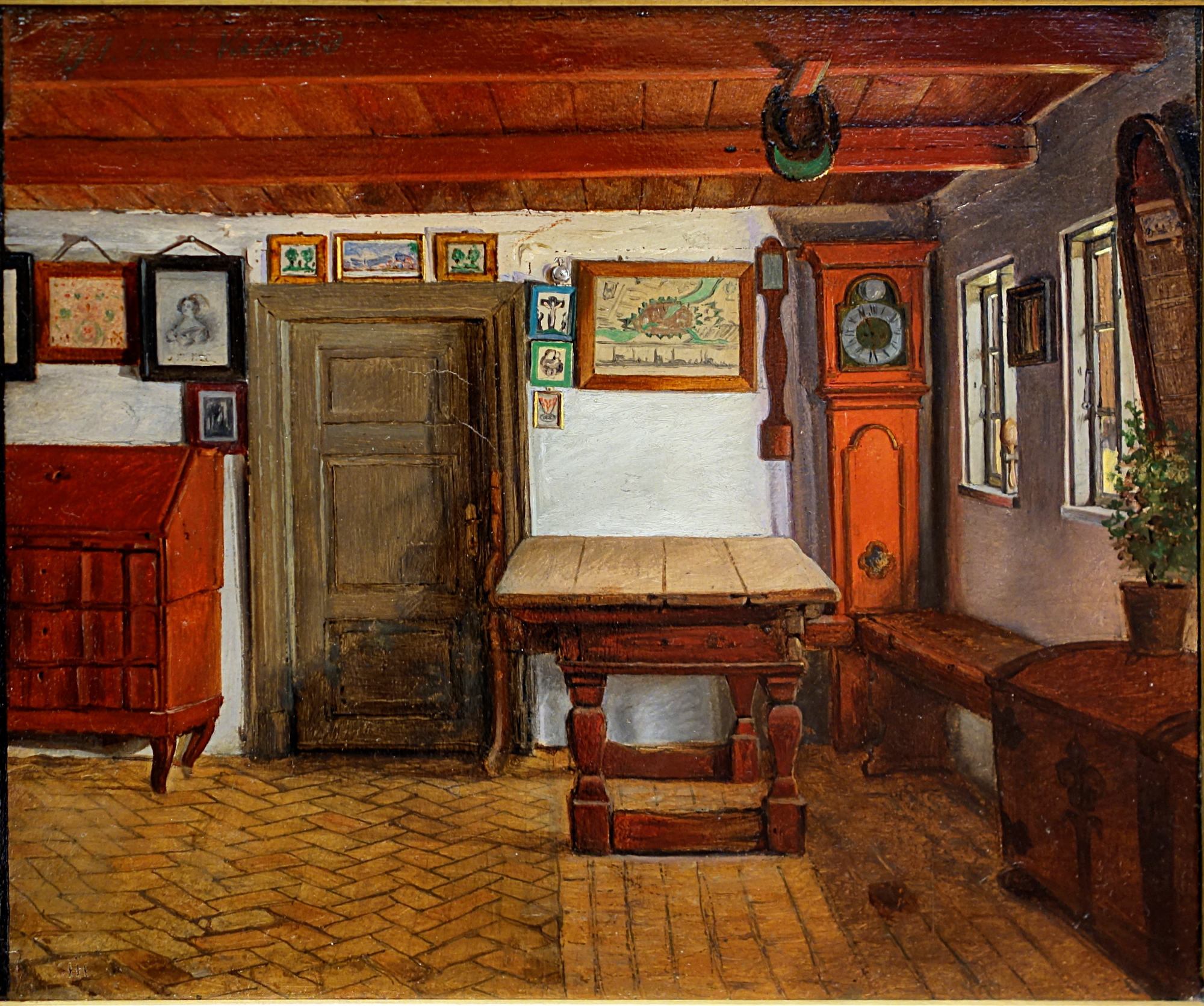
Intérieur de ferme (En Bondestue)
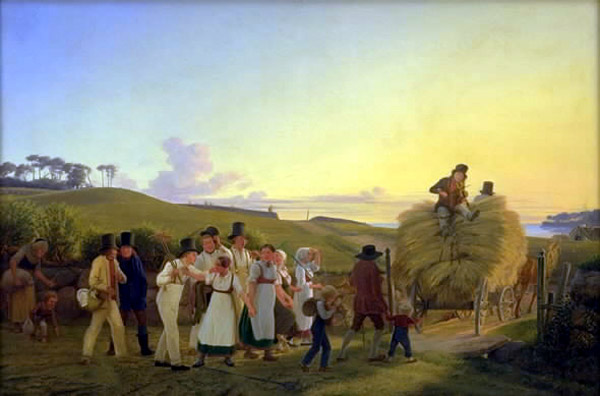
Les agriculteurs revenant du champ avec la dernière récolte (Bønder vender hjem fra marken med det sidste læs korn, 1845)
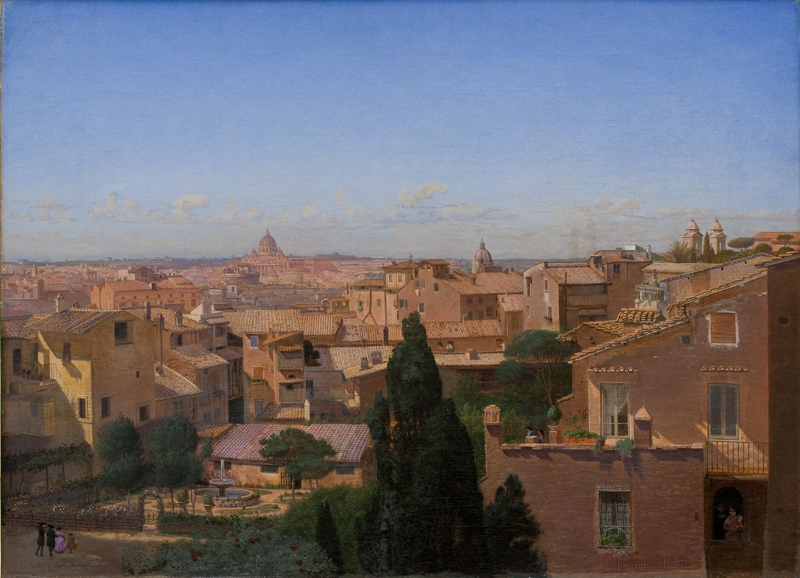
Une vue de Rome à partir du logement de l'artiste (Et prospekt af Rom set fra kunstnerens bolig, 1858)

## Prix et récompenses notables
- Prix Neuhausen (da) en 1847.